# Ivanov Down
«Ivanov Down» (рос. «Иванов Даун») — український рок-гурт, створений у 1990 році в Києві.

## Історія створення
У свій час лідер групи «Иванов Даун» Льоша Макет Дегтяр закінчив Київське музичне училище ім. Глієра по класу баяна. Відслуживши в армійському оркестрі і повернувшись з військової служби, він паралельно викладанню в музичній школі ретельно вивчав особливості всіляких перетворювачів звуку, включаючи фленжер і дісторшн. Він вже давно мріяв створити інтуїтивну музичну мову, якою міг би максимально точно передавати будь-які настрої та асоціації.
"Я хотів зруйнувати всі умовні бар'єри і мріяв про те, щоб мене могли зрозуміти в будь-якій точці планети", - згадує Макет. "Мені завжди подобалася позиція, що я громадянин Всесвіту. Я хотів відчувати зв'язок з будь-якою її точкою".
Перша - доармійська - група Макета називалася «Альтернатива». Їхня музика трохи нагадувала «King Crimson», але Олексій згадувати цей період не любить. На відміну від «Альтернативи», «Иванов Даун» грав дикий, лютий і зловісний рок. Здавалося, що після армії людину просто підмінили. Принаймні, його музикантів підмінили напевно. На відміну від Макета, їм вдалося відкосити від армії в психіатричній клініці, звідки вони були вилучені на поруки турботливими родичами.

## Стиль та виконання
Бас Андрія Саліхова, барабани Володі Лимонаду Федюшина і гітара Макета створювали на сцені вражаючий каскад психоделічно-кислотних вибухів. Незвичні тембри, ритуальні шаманські заклинання замість слів, дисонансні акорди замість традиційних гармоній. Під час своїх найкращих виступів тріо з Києва демонструвало тотальний хаос і свавілля. Кожен їхній концерт перетворювався на нещадне завоювання навколишнього простору. Аж надто вони люті, - говорили зранені звуковими рикошетом глядачі і, затикаючи вуха, покидали зал. 
Бабусі-білетерки злякано хрестилися по кутах. Тусовщики зі стажем жваво згадували Pere Ubu і Пі-Оррідж і з мазохистскою насолодою сідали ближче до очманілих динаміків, з яких нескінченним потоком лилася надважка енергетика. Здавалося, що нервова ритм-секція і Макет, що входив в образ, продали душу дияволу. Одягнені в водолазки отруйного кольору і блакитні джинси болгарського виробництва, вони імітували руйнування Берлінської стіни. 
Під час своїх фантасмагоричних імпровізацій Макет, немов демон швидкості, випускав назовні всю ту енергію, яка до цього в ньому тихо вирувала. Не тільки глядачі, а й музиканти не встигали стежити за рухами його пальців. Макет брав на гітарі такі акорди, які в нормальній голові не народжувалися. 
В унісон зафленжерованним гітарним аплікаціям він ще й намагався співати. Невиразна мішанина з англійських слів, обривків дадаїстських фраз і різких вигуків становила якусь заворожливу ритуальну мову. Часом всі ці вокально-інструментальні божевілля нагадували звуковий супровід до раптово ожившої картини «Запорожці пишуть листа турецькому султану», в центр якої потрапила авіабомба.

## Перші виступи
Зрозуміло, що з подібною опозиційної музикою «Иванов Даун» не міг залишитися непоміченим. Взимку 1990 року після першого ж концерту (фестиваль «Ёлки-палки») гурт був визнаний найперспективнішою командою Києва. Восени музиканти вже виступали перед кількома тисячами глядачів на великому всесоюзному рок-фестивалі «Чорна рада». Макет хіба що вогонь з рота не вивергав, і не дивно, що найефектніші панянки жадібно дивилися на нього. 
Дегтяр-старший, військовий прапорщик у відставці, побачивши всю цю анархію, голосно промовив: «Ідіот!» - І концерт до кінця не додивився ... Через місяць після виступу на «Чорній раді», «Иванов даун» вирушив у тур по Польщі. До того моменту в групі відбулися деякі перестановки. Барабанщиків тепер стало двоє: Володя Лимонад Федюшин та Ігор Фількін, причому в непрогнозованою послідовності їх виступів розбирався, здається, тільки один Макет. 
Функції басиста виконував Ігор Кісик Вислоух, а Саліхов перейшов з баса на гітару. Освоюючи новий інструмент, він склав пісню «Глаза», що стала з часом основним хітом групи. У цьому бойовику все було побудовано на монотонно повторюваних гіпнотичних акордах - з наростаючим напругою і вибухом у фіналі. 
«Никогда не смотри мне в глаза, никогда, никогда не сверли меня взглядом…» Кількість повторів цієї фрази залежало виключно від настрою музикантів - погрожуючи часом розтягнутися до нескінченності. Коли «Глаза» почали періодично транслювати в місцевому FM-ефірі, правило трихвилинних форматів на українському радіо виявилося знищеним в корінь.

## Відгуки критиків та запис «Best Urban Technical Noises»
«Иванов Даун» - це нове потрясіння, - писав критик рок-газети Red Rose. - Не вірю, що без порталів Orange і без двох ударних установок можна створити такий шквал звуку, а без фантазії Хендрікса - такий кайфовий дісторшн ...  
Для подібної музики не потрібен був поет, - згадує продюсер групи Сергій Девяткин. - Нікому нічого не хотілося говорити. Просто ці хлопці хотіли грати власну музику. 
Саме завдяки Девяткіну цей даун-рок був зафіксований на плівку. Сергій знайшов кошти для запису, розкрутивши якийсь сільський кооператив і вклавши в сесію всі наявні гроші. Крім того, саме він переконав своїх підопічних об'єднати матеріал репетиційних підвальних сесій в концептуальну програму, придумав для альбому назву «Best Urban Technical Noises», а в одній з книг відшукав малюнок стародавнього шаманського барабана, зображення якого і лягло в основу обкладинки.
Запис відбувався взимку 1991 року в студії Будинку вчених Академії наук України у звукорежисера Валерія Папченко. До початку співпраці з групою «Иванов Даун» Папченко працював переважно з джазовими оркестрами і камерно виконуваними рок-складами типу декадентського «Цукор — біла смерть». 
Будучи ерудованим і технічно підкованим фахівцем, він не відразу сприйняв незвичне звучання групи. Сергію Дев'яткіну доводилося проводити естетично-виховну роботу з Папченко, а Макету - з музикантами своєї групи. 
Метою нашої гри є вплив на підсвідомість, - віщав Дегтяр, повільно вимовляючи слова і пронизує співрозмовника колючим пильним поглядом. 
Інша частина бесіди присвячувалась творчої свободи і питань атональну-дисгармонійного звучання. Не можна сказати, що всі ці політінформації протікали зовсім вже безболісно. 
Незадоволений малоенергічним звуком Макет носився по студії, колошматити гітарою по підлозі і кричав на принишклих музикантів: Виродки! Грати не вмієте! Музиканти, пригнічені неземної енергією лідера, мовчали. 
З боку це виглядало як театральна вистава, - згадує Саліхов. - У той момент вся ця неорганізованість і анархія не викликали ніяких теплих почуттів. Якби це не був наш перший альбом, я б пішов прямо посеред сесії. 
Весь свій зловісний репертуар «Иванов Даун» зафіксував рівно за тиждень. Нових композицій на альбомі було всього дві - «Глаза» і записана импровизаційно фінальна «Ad Libitum». Саме на них нарешті оформився той самий саунд, до якого більше року прагнув Макет. Це не були пісні у звичному розумінні - швидше, щось середнє між виттям мамонта і розривом шрапнелі.

## Фестиваль «Индюки 1991»
Незабаром після виходу «Best Urban Technical Noises» групу запросили виступити в ролі хедлайнерів відразу на кілька фестивалів альтернативної музики. Їх півгодинний концерт у Москві став однією з основних сенсацій фестивалю «Индюки-91». Гітара діагонально переміщуючогося по сцені Макета стогнала і верещала, вириваючи з себе струми скрегочучого залізного потоку. Щуплий і невисокий лідер «Иванов Даун» мало не жив разом зі своїм інструментом. Він бив кулаками по корпусу, роздирав на гітарних колки пальці, підносив електричний моторчик до датчика, лупив по струнах якимись залізними паличками, збуджував гітару звуком, що йде від колонок.
З минулого в теперішній час, публіку повернула група «Иванов Даун» своїм абсолютно сучасним гітарним екстремізмом, - писав рок-журналіст Андрій Бухарін. - У мене було відчуття, що на сцені західна група. Справжній звуковий шторм, від якого нутрощі починали вібрувати і повільно перевертатися.

## Творча пауза та сольні проекти
Через рік «Иванов Даун», роздирається організаційними труднощами і ідеологічними протиріччями, припиняє існування. Після короткої паузи його учасники зайнялися сольними проектами. Андрій Саліхов грав у групі «Шейк Hi-Fi» і незабаром всерйоз захопився ді-джейством. Макет поколесив по Європі, пару років жив у Москві, а потім повернувся в Київ, продовжуючи експериментувати з електронною та комп'ютерною музикою. Сергій Девяткін працює в одній з хімічних лабораторій в Угорщині і паралельно продюсує молоду англійську групу «Brain Of Morbius».
«Иванов Даун», помічений в Європі та за океаном (їх композиції видавалися в різних західних збірниках альтернативної рок-музики), виявився абсолютно не затребуваним на батьківщині. Мабуть, по-справжньому їх роль стало можливо оцінити тільки через кілька років. Спираючись на досягнення готичної хвилі, вони знайшли новий люто-істеричний звук, яким згодом користувалися і московський «Alien Pat Holman», і пітерський «Югендштиль» і київський «Медленный руль». В Росії записи «Ivanov Down» потрапили до списку «100 магнітальбомів радянського року» Олександра Кушніра.
З 2000 року Олексій Дегтяр розпочинає свою сольну кар'єру.
4 липня 2012 року гурт «Иванов Даун» відновлює своє існування в оновленому складі, виступивши в Мистецькому Арсеналі на закритті Першого Київського міжнародного бієнале сучасного мистецтва.

## Дискографія
- 1991 — «Best Urban Technical Noises»
- 1991 — «Live In Gdansk '91»
- 1991 — «ID/CD»
- 1992 — «Killing Power»
- 1993 — «Sansidaba»
- 1995 — «Live In Berlin»
- 2010 — «Killing Power» (перевидання)
- 2018 —«Bang»